# Onîskove, Odesa
Onîskove (în ucraineană Ониськове) este un sat în comuna Dobroslav din raionul Odesa, regiunea Odesa, Ucraina.

## Demografie
Componența lingvistică a localității Onîskove
     Ucraineană (87,29%)
     Rusă (9,35%)
     Română (3,12%)
     Alte limbi (0,24%)
Conform recensământului din 2001, majoritatea populației localității Onîskove era vorbitoare de ucraineană (87,29%), existând în minoritate și vorbitori de rusă (9,35%) și română (3,12%).